# Championnats de France de triathlon longue distance 2021
Navigation
Édition précédente Édition suivante
Les championnats de France de triathlon longue distance 2021,  se sont déroulés à Cagnes-sur-Mer dans les Alpes-Maritimes le dimanche 6 juin 2021.

## Résultats
Les tableaux présentent le « Top 10 » des championnats hommes et femmes, la première féminine est 44e au classement général.
| Place              | Triathlète        | Temps           |
| ------------------ | ----------------- | --------------- |
| Médaille d'or      | Clément Mignon    | 4 h 8 min 6 s   |
| Médaille d'argent  | Sam Laidlow       | 4 h 9 min 4 s   |
| Médaille de bronze | William Mennesson | 4 h 11 min 7 s  |
| 4                  | Antoine Mechin    | 4 h 16 min 57 s |
| 5                  | Kevin Rundstadler | 4 h 17 min 2 s  |
| 6                  | Thomas Navarro    | 4 h 17 min 43 s |
| 7                  | Mathieu Muller    | 4 h 24 min 15 s |
| 8                  | Antoine Perche    | 4 h 24 min 57 s |
| 9                  | Yann Guyot        | 4 h 26 min 12 s |
| 10                 | Vincent Terrier   | 4 h 26 min 18 s |

| Place              | Triathlète          | Temps           |
| ------------------ | ------------------- | --------------- |
| Médaille d'or      | Manon Genêt         | 4 h 37 min 52 s |
| Médaille d'argent  | Marjolaine Pierré   | 4 h 45 min 17 s |
| Médaille de bronze | Christel Robin      | 4 h 47 min 4 s  |
| 4                  | Charlène Clavel     | 4 h 47 min 50 s |
| 5                  | Justine Guérard     | 4 h 48 min 16 s |
| 6                  | Julie Iemmolo       | 4 h 54 min 44 s |
| 7                  | Justine Mathieux    | 4 h 55 min 24 s |
| 8                  | Inès Van der Linden | 4 h 56 min 7 s  |
| 9                  | Alexia Bailly       | 5 h 0 min 4 s   |
| 10                 | Aurélia Boulanger   | 5 h 2 min 37 s  |